# Pedro de Felipe
Pedro de Felipe, né le 18 juillet 1944 à Madrid et mort le 12 avril 2016 dans la ville natale, est un footballeur international espagnol qui évolue au poste de défenseur.

## Biographie
Pedro de Felipe joue en faveur du Real Madrid et de l'Espanyol Barcelone. Il joue un total de 247 matchs en Liga, sans inscrire le moindre but.
En 1966, il est titulaire lors de la finale de la Ligue des champions, face au Partizan Belgrade (score : 2-1 pour le Real Madrid). Il dispute un total de 27 matchs en Coupe d'Europe.
Le 17 octobre 1973, il honore sa première et unique sélection avec La Roja, en allant faire match nul 0-0 contre la Turquie à Istanbul lors d'une rencontre amicale.

## Palmarès
Pedro de Felipe se construit un palmarès important avec le Real Madrid puisqu'il est champion d'Espagne à cinq reprises en 1965, 1967, 1968, 1969 et 1972.
Il remporte également la Coupe d'Espagne en 1970 (en) après avoir été finaliste en 1968 (en) mais son titre le plus prestigieux et une Coupe des clubs champions remporté en 1966 remporté face au FK Partizan Belgrade.